# New York Red Bulls
New York Red Bulls (grundlagt i 1995; tidligere kendt som MetroStars) er en amerikansk fodboldklub, der spiller i den bedste amerikanske fodboldliga, Major League Soccer. Holdets nuværende navn skyldes, at det i 2006 blev solgt til Red Bull GmbH, firmaet bag læskedrikken af samme navn.

## Om klubben
Klubben spiller på Red Bull Arena i Harrison, New Jersey, der åbnede i 2010. Tidligere spillede holdet på Giants Stadium i East Rutherford, New Jersey, hvor klubben havde spillet sine hjemmekampe siden etableringen. Klubbens administration ligger i Secaucus, New Jersey.
Klubbens største resultat var MLS-finalen i 2008. I US Open Cup nåede Metrostars (som klubben hed tidligere) semifinalerne i 1997, 1998, 2000, inden det lykkedes at nå finalen i 2003, hvor de dog tabte 1-0 til Chicago Fire.
Blandt de største spillere, der har spillet for klubben er Roberto Donadoni, Lothar Matthäus, Adolfo Valencia, Youri Djorkaeff, Amado Guevara og Thierry Henry, som stadig spiller for klubben. Klubben har desuden haft en række berømte cheftrænere som fx Carlos Queiroz, Carlos Alberto Parreira, Bora Milutinović, Bob Bradley og Bruce Arena.
I dag er svenske Hans Backe, tidligere FC København, cheftræner i klubben.
I truppen har Red Bulls også de to tidligere Vejle Boldklub-spillere Brian Nielsen og Ibrahim Salou, der begge to kom til klubben i 2010.

## Spillertrup
| 2  | USA                 | Carey Talley (FO)               |
| 3  | USA                 | Chris Albright (FO)             |
| 4  | Mexico              | Rafael Márquez (MI)             |
| 5  | USA                 | Tim Ream (FO)                   |
| 6  | USA                 | Seth Stammler (FO)              |
| 7  | Costa Rica          | Roy Miller (FO)                 |
| 8  | Bosnien-Hercegovina | Siniša Ubiparipović (MI)        |
| 9  | Colombia            | Juan Pablo Ángel (AN) (Anfører) |
| 10 | Marokko             | Mehdi Ballouchy (MI)            |
| 11 | Sydafrika           | Danleigh Borman (FO)            |
| 12 | USA                 | Mike Petke (FO)                 |
| 13 | USA                 | Austin Da Luz (FO)              |
| 14 | Frankrig            | Thierry Henry (AN)              |
| 17 | USA                 | Jeremy Hall (MI)                |
| 18 | Senegal             | Bouna Coundoul (MÅ)             |
| 19 | Jamaica             | Dane Richards (MI)              |

| 20 | Estland    | Joel Lindpere (MI)    |
| 21 | Danmark    | Brian Nielsen (MI)    |
| 22 | Georgien   | Giorgi Chirgadze (AN) |
| 23 | Cameroun   | Tony Tchani (MI)      |
| 24 | Canada     | Greg Sutton (MÅ)      |
| 25 | USA        | Conor Chinn (AN)      |
| 27 | Australien | Andrew Boyens (FO)    |